# أورق بندر
أَوْرَق بَنْدَر أو قيق الأرض التركستاني أو قيق أرض بندر هو طائر قيق ينتمي إلى جنس بودوكس ضمن فصيلة الغرابيات. يَقطن هذا الطائر منطقة وسط آسيا، حيث يَمتد انتشاره الجغرافي عبر ثلاث بلدان وسط آسيويَّة هي كازاخستان وتركمانستان وأوزباكستان.
يَختلف قيق الأرض التركستاني وقريبه قيق الأرض الفارسي عن قيقي الأرض المنغولي وشرق التركستاني الذين يَنتميان إلى الجنس نفسه، والفروقات الرئيسية بين هذين المجموعتين اللتين تصنفان جنباً إلى جنب في جنس بودوكس هي أن القيقين الفارسي والتركستاني لا يَملكان تاجاً أسود كالآخرين، وأن أرجلهما باهتة اللون ولديهما بقعة سوداء على صدرهما، كما أن ذيلهما أقصر نسبياً.